# Эль Сигала, Диего
Дие́го Эль Сига́ла, настоящее имя Дие́го Рамо́н Химе́нес Саласа́р (исп. Diego Ramón Jiménez Salazar, род. 27 декабря 1968, Мадрид, Испания) — испанский певец фламенко.

## Биография
Диего Хименес родился в артистической династии цыган-кале́; его дядя — известный певец Рафаэль Фарина. Обучался пению с четырёх лет. В 1980 году выиграл юношеский конкурс певцов фламенко «Getafe Flamenco Youth Contest», где был замечен известным исполнителем фламенко Камароном де ла Исла. В дальнейшем совершенствовал свою технику пения под его руководством. Де ла Исла также дал Диего прозвище «Эль Сигала» («Омар»), которое Диего использует в качестве творческого псевдонима. (Скорее всего это связано с тем, что прозвище самого Камарона означает «креветка».)
Диего аккомпанировал своим пением таким известным танцорам фламенко, как Кристофер Рейес, Марио Майя, Маноло, Фарруко, Мануэль Камачо и Эль Гуито. Он записывался вместе с певцами и музыкантами Камароном де ла Исла, Томатито, Херардо Нуньес, Висенте Амиго и Пако Де Лусией. Начиная с 1994 года, Диего записал семь сольных альбомов: «Undebel», «Entre Vareta Y Canasta», «Corren Tiempos de Alegría», «Teatro Real», «Lágrimas Negras», «Picasso en Mis Ojos» и «Cigala».
В России Диего Эль Сигала впервые выступил в 2007 году.

## Достижения

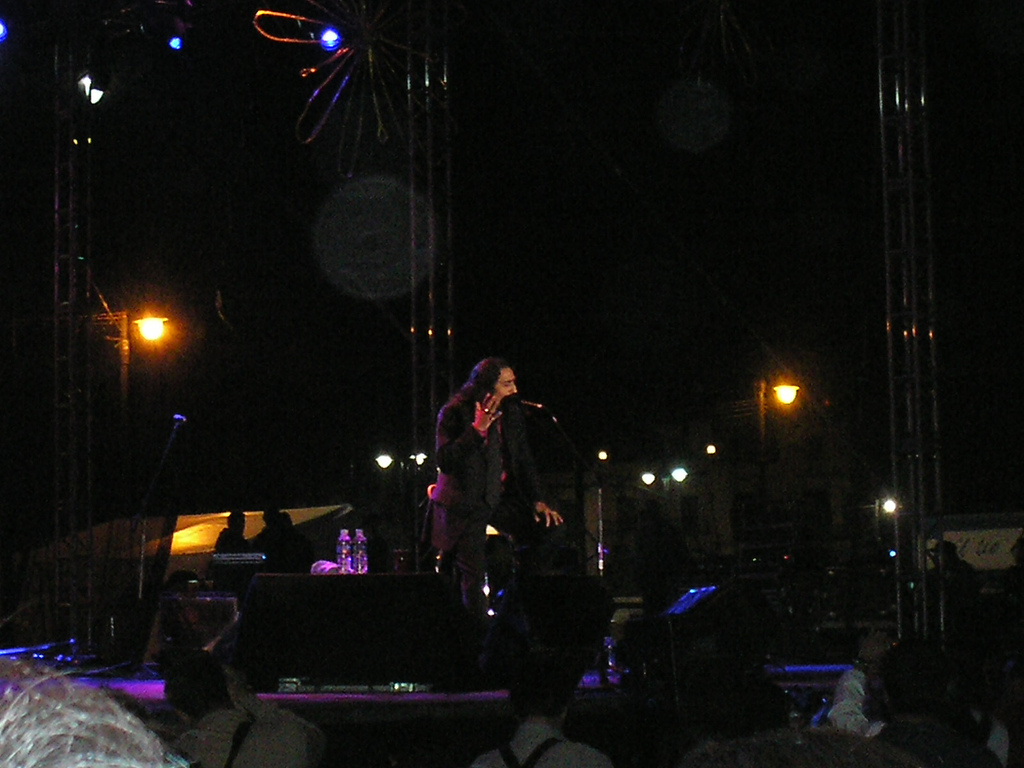
Диего Эль Сигала

Самый успешный альбом Эль Сигалы — «Lágrimas negras» («Чёрные слезы»). В альбоме «Чёрные слёзы» певца сопровождает ансамбль под руководством кубинского пианиста Бебо Вальдеса. Альбом получил
- две премии «Grammy Latin»
- три «Music Prizes (Premios de la Musica)»,
- «Ondas Prize»
- пять «Amigo Prizes»

Этот диск стал трижды «платиновым» в Испании, единожды — в Аргентине, Мексике и Венесуэле. «Нью-Йорк Таймс» назвала альбом Lágrimas negras лучшим альбомом года. На его основе испанский режиссёр Фернандо Труэба снял фильм Blanco y negro: Bebo y Cigala en vivo (2004).